# Mistrzostwa Azji w Rugby 7 Mężczyzn 2023
Mistrzostwa Azji w Rugby 7 Mężczyzn 2023 (Asia Rugby Sevens Series 2023) – trzynaste mistrzostwa Azji w rugby 7 mężczyzn, oficjalne międzynarodowe zawody rugby 7 o randze mistrzostw kontynentu organizowane przez Asia Rugby mające na celu wyłonienie najlepszej męskiej reprezentacji narodowej w tej dyscyplinie sportu w Azji. Zostały rozegrane w formie dwóch rankingowych turniejów rozegranych wraz z zawodami kobiet pomiędzy 26 sierpnia a 15 października 2023 roku.
Sezon zdominowały reprezentacje Japonii oraz Hongkongu, które spotkały się w obu finałach, dzieląc się zwycięstwami. Obydwa te zespoły zakończyły zatem sezon z 22 punktami w klasyfikacji generalnej, wyżej jednak została sklasyfikowana reprezentacja Japonii z uwagi na fakt, iż okazała się lepsza w dwóch z trzech bezpośrednich pojedynkach rozegranych w tych roku. Najwięcej punktów w sezonie zdobył Chińczyk Shan Changshun, zaś w klasyfikacji przyłożeń z dziesięcioma zwyciężył jego rodak Li Benshou.

## Informacje ogólne
W walce o tytuł mistrzowski wzięło udział osiem zespołów, a cykl składał się z trzech rankingowych turniejów. Mistrzem Azji została drużyna, która po rozegraniu dwóch rankingowych turniejów – w Bangkoku i Inczon – zgromadziła najwięcej punktów, które były przyznawane za zajmowane w nich miejsca. W przypadku tej samej liczby punktów w klasyfikacji generalnej lokaty zainteresowanych drużyn były ustalane kolejno na podstawie:
- wyników spotkań pomiędzy zainteresowanymi drużynami;
- lepszego bilansu punktów zdobytych i straconych w tych spotkaniach;
- lepszego bilansu punktów zdobytych i straconych we wszystkich spotkaniach sezonu;
- lepszego bilansu przyłożeń zdobytych i straconych we wszystkich spotkaniach sezonu;
- większej liczby zdobytych punktów we wszystkich spotkaniach sezonu;
- większej liczby zdobytych przyłożeń we wszystkich spotkaniach sezonu;
- rzutu monetą.

| Miejsce | Punkty |
| ------- | ------ |
| 1       | 12     |
| 2       | 10     |
| 3       | 8      |
| 4       | 7      |
| 5       | 5      |
| 6       | 4      |
| 7       | 2      |
| 8       | 1      |

W każdych zawodach drużyny rywalizowały w pierwszym dniu systemem kołowym w ramach dwóch czterozespołowych grup, po czym po dwie czołowe z każdej z nich awansowały do półfinałów, a pozostała czwórka zmierzyła się w walce o Plate.  W fazie grupowej spotkania toczone były bez ewentualnej dogrywki, za zwycięstwo, remis i porażkę przysługiwały odpowiednio cztery, dwa i jeden punkt, brak punktów natomiast za nieprzystąpienie do meczu. Przy ustalaniu rankingu po fazie grupowej w przypadku tej samej liczby punktów lokaty zespołów były ustalane kolejno na podstawie:
- wyniku meczu pomiędzy zainteresowanymi drużynami;
- lepszego bilansu punktów zdobytych i straconych;
- lepszego bilansu przyłożeń zdobytych i straconych;
- większej liczby zdobytych punktów;
- większej liczby zdobytych przyłożeń;
- rzutu monetą.

W przypadku remisu w fazie pucharowej organizowana była dogrywka składająca się z dwóch pięciominutowych części, z uwzględnieniem reguły nagłej śmierci. Wszystkie mecze, także finałowe, składały się z dwóch siedmiominutowych części.
Przystępujące do turnieju reprezentacje mogły liczyć maksymalnie dwunastu zawodników. Rozstawienie w każdych zawodach następowało na podstawie wyników poprzedniego turnieju, a w przypadku pierwszych zawodów – na podstawie rankingu z poprzedniego roku.
W cyklu miało wziąć siedem czołowych zespołów z ubiegłego sezonu oraz zwycięzca rozegranych w sierpniu 2022 roku kwalifikacji. Odbyły się one w formie turnieju zorganizowanego w Indonezji i zwycięsko z niego wyszli reprezentanci Singapuru zyskując tym samym awans do serii turniejów o mistrzostwo kontynentu.

## Turnieje

### Korea Sevens 2023
| Miejsce | Reprezentacja                |
| ------- | ---------------------------- |
| 1       | Japonia                      |
| 2       | Hongkong                     |
| 3       | Korea Południowa             |
| 4       | Zjednoczone Emiraty Arabskie |
| 5       | Chiny                        |
| 6       | Singapur                     |
| 7       | Malezja                      |
| 8       | Filipiny                     |

|  |                              |                              |           |                   |    |         |         |       |
|  | Półfinały                    | Półfinały                    | Półfinały |                   |    | Finał   | Finał   | Finał |
|  | Półfinały                    | Półfinały                    | Półfinały |                   |    | Finał   | Finał   | Finał |
|  |                              |                              |           |                   |    |         |         |       |
|  |                              |                              |           |                   |    |         |         |       |
|  | Japonia                      | Japonia                      | 51        |                   |    |         |         |       |
|  | Japonia                      | Japonia                      | 51        |                   |    |         |         |       |
|  | Zjednoczone Emiraty Arabskie | Zjednoczone Emiraty Arabskie | 0         |                   |    |         |         |       |
|  | Zjednoczone Emiraty Arabskie | Zjednoczone Emiraty Arabskie | 0         |                   |    | Japonia | Japonia | 12    |
|  |                              |                              |           |                   |    | Japonia | Japonia | 12    |
|  |                              |                              | Hongkong  | Hongkong          | 10 |         |         |       |
|  | Hongkong                     | Hongkong                     | Hongkong  | Hongkong          | 10 | 19      |         |       |
|  | Hongkong                     | Hongkong                     |           |                   |    |         |         |       |
|  | Korea Południowa             | Korea Południowa             | 5         |                   |    |         |         |       |
|  | Korea Południowa             | Korea Południowa             | 5         | Mecz o 3. miejsce |    |         |         |       |
|  |                              |                              |           |                   |    |         |         |       |
|  |                              |                              |           |                   |    |         |         |       |
|  |                              |                              |           |                   |    |         |         |       |
|  | Zjednoczone Emiraty Arabskie | Zjednoczone Emiraty Arabskie | 12        |                   |    |         |         |       |
|  | Zjednoczone Emiraty Arabskie | Zjednoczone Emiraty Arabskie | 12        |                   |    |         |         |       |
|  | Korea Południowa             | Korea Południowa             | 19        |                   |    |         |         |       |
|  | Korea Południowa             | Korea Południowa             | 19        |                   |    |         |         |       |

### Thailand Sevens 2023
| Miejsce | Reprezentacja                |
| ------- | ---------------------------- |
| 1       | Hongkong                     |
| 2       | Japonia                      |
| 3       | Malezja                      |
| 4       | Zjednoczone Emiraty Arabskie |
| 5       | Chiny                        |
| 6       | Filipiny                     |
| 7       | Singapur                     |
| 8       | Korea Południowa             |

|  |                              |                              |           |                   |    |         |         |       |
|  | Półfinały                    | Półfinały                    | Półfinały |                   |    | Finał   | Finał   | Finał |
|  | Półfinały                    | Półfinały                    | Półfinały |                   |    | Finał   | Finał   | Finał |
|  |                              |                              |           |                   |    |         |         |       |
|  |                              |                              |           |                   |    |         |         |       |
|  | Japonia                      | Japonia                      | 24        |                   |    |         |         |       |
|  | Japonia                      | Japonia                      | 24        |                   |    |         |         |       |
|  | Malezja                      | Malezja                      | 10        |                   |    |         |         |       |
|  | Malezja                      | Malezja                      | 10        |                   |    | Japonia | Japonia | 12    |
|  |                              |                              |           |                   |    | Japonia | Japonia | 12    |
|  |                              |                              | Hongkong  | Hongkong          | 26 |         |         |       |
|  | Zjednoczone Emiraty Arabskie | Zjednoczone Emiraty Arabskie | Hongkong  | Hongkong          | 26 | 0       |         |       |
|  | Zjednoczone Emiraty Arabskie | Zjednoczone Emiraty Arabskie |           |                   |    |         |         |       |
|  | Hongkong                     | Hongkong                     | 50        |                   |    |         |         |       |
|  | Hongkong                     | Hongkong                     | 50        | Mecz o 3. miejsce |    |         |         |       |
|  |                              |                              |           |                   |    |         |         |       |
|  |                              |                              |           |                   |    |         |         |       |
|  |                              |                              |           |                   |    |         |         |       |
|  | Malezja                      | Malezja                      | 21        |                   |    |         |         |       |
|  | Malezja                      | Malezja                      | 21        |                   |    |         |         |       |
|  | Zjednoczone Emiraty Arabskie | Zjednoczone Emiraty Arabskie | 15        |                   |    |         |         |       |
|  | Zjednoczone Emiraty Arabskie | Zjednoczone Emiraty Arabskie | 15        |                   |    |         |         |       |

## Klasyfikacja generalna
| Miejsce | Reprezentacja                | Punkty | Punkty | Punkty |
| Miejsce | Reprezentacja                | KOR    | THA    | Ogółem |
| ------- | ---------------------------- | ------ | ------ | ------ |
| 1       | Japonia                      | 12     | 10     | 22     |
| 2       | Hongkong                     | 10     | 12     | 22     |
| 3       | Zjednoczone Emiraty Arabskie | 7      | 7      | 14     |
| 4       | Chiny                        | 5      | 5      | 10     |
| 5       | Malezja                      | 2      | 8      | 10     |
| 6       | Korea Południowa             | 8      | 1      | 9      |
| 7       | Singapur                     | 4      | 2      | 6      |
| 8       | Filipiny                     | 1      | 4      | 5      |